# Rainci Gornji
Rainci Gornji – wieś w Bośni i Hercegowinie, w Federacji Bośni i Hercegowiny, w kantonie tuzlańskim, w gminie Kalesija. W 2013 roku liczyła 1924 mieszkańców, z czego większość stanowili Boszniacy.